# Aframomum alboviolaceum
Aframomum alboviolaceum är en enhjärtbladig växtart som först beskrevs av Henry Nicholas Ridley, och fick sitt nu gällande namn av Karl Moritz Schumann. Aframomum alboviolaceum ingår i släktet Aframomum och familjen Zingiberaceae. Inga underarter finns listade i Catalogue of Life.